# Hilde Van Sumere
Hilde Van Sumere (Beersel, 15 oktober 1932 – Asse, 13 mei 2013) was een Belgisch beeldhouwster.

## Leven en werk
Hilde Van Sumere studeerde tussen 1958 en 1964 aan de Koninklijke Academie voor schone kunsten in Brussel. Ze werd daarna assistente van haar leermeester Jacques Moeschal. Haar beeldhouwwerk is te herkennen aan zijn krachtige soberheid. Ze werkte vaak met carrara-marmer, brons, cortenstaal en plexiglas. Van Sumere maakte haar eerste beeld in 1960. Ze ontwierp ook enkele juwelen. Net zoals André Beullens, Rik Poot, Luc Hoenraet en Jan Beekman behoorde zij tot de "Groep Vlaams Brabant". In 1971 kreeg Van Sumere een studiebeurs naar Carrara Italië. Het zal er haar tweede thuis worden.
Van Sumere verwierf internationale faam met haar werk.
Ze ontving een aantal onderscheidingen:
- de L. Schmidtprijs voor beeldhouwkunst (1963),
- de Haimbeckaprijs voor beeldhouwkunst (1967),
- de Koopalprijs voor beeldhouwkunst (1972),
- de Herman Teirlinckprijs (2004).

In 2006 werd haar de titel van ereburger van Beersel toegekend. Sinds 1995 is Hilde Van Sumere lid van de Koninklijke Vlaamse Academie van België voor Wetenschappen en Kunsten.
Hilde Van Sumere overleed op 13 mei 2013 op 80-jarige leeftijd aan de gevolgen van een slepende ziekte. Ze heeft heel haar leven in Beersel gewoond.

## Monumentale werken (selectie)
- Oog voor Eeklo, Eeklo
- Vrede /Peace, Wapper in Antwerpen en Olympisch Park 2008 in Peking
- Vredespoort, Beersel
- Kringloop I, O.L.V.-Ziekenhuis Aalst
- Driehoek in beweging, Ossegem (metrostation), in opdracht van de MIVB, Kunst in de metro.
- Lotus VII, in 'Yuzi Paradise' te Guilin (China)
- Het Suikerkristal, Moerbeke als geschenk van de suikerfabriek aan de gemeente

Ze maakte ook nog beelden voor de gemeenten Sint-Niklaas en Leuven (Groot Begijnhof, Kerk Sint-Jan de Doper). Er is ook een beeld van haar te zien bij de VRT te Brussel. 

## Reeksen
Van Sumere maakte verschillende reeksen die telkens een aantal beelden omvatten:
- Het Schaakspel, een schaakspel (privécollectie)
- Het Scheppingsverhaal (Genesis), 7 beelden, Nederlandse Christelijke Radio Vereniging, Hilversum
- Kruisweg, 14 staties van de kruisweg, Katholieke Universiteit Leuven

## ne link
- Officiële website

- Gemeinsame Normdatei: 131532251
- International Standard Name Identifier: 0000 0001 1441 6726
- Library of Congress Control Number: nr2006005998
- Nederlandse Thesaurus van Auteursnamen: 071327525
- RKD-Nederlands Instituut voor Kunstgeschiedenis: 79325
- Système universitaire de documentation: 096433493
- Union List of Artist Names: 500075949
- Virtual International Authority File: 35591311
- WorldCat: E39PCjJx9p6cwmyT47XQBhC84q